# Pletený Újezd
Pletený Újezd (lokaal: Pleteňák - Duits: Zaun-Aujest of Zaunaujest) is een Tsjechische gemeente in de regio Midden-Bohemen en maakt deel uit van het district Kladno. Het dorp ligt dicht tegen de stad Kladno aan.
Pletený Újezd telt 665 inwoners (2023).

## Etymologie
De huidige naam van het dorp is afgeleid van de oorspronkelijke benaming Plotěný Újezd, wat op een afgerasterd of anderzijds besloten terrein duidt.

## Geschiedenis
De eerste schriftelijke vermelding van het dorp dateert van 1354, toen Mařík van Dolan en Újezda als eigenaar werd genoemd. Rond 1400 behoorde een deel van het dorp toe aan koning Wenceslas IV en een deel aan Hanus Milheim van Pardubice (medestichter van de Bethlehemkapel in Praag), die volgens de boeken een jaarsalaris van acht kopeken en 50 groten had.
In de eerste helft van de 16e eeuw was Jetřich Bezdružický van Kolovrat eigenaar van Pletený Újezd. Na zijn dood in 1548 werd het dorp geërfd door Vladislav Bezdružický, die in Buštěhrad woonde.
Aan het begin van de Dertigjarige Oorlog werd het dorp verwoest en platgebrand. Pas tien jaar later (vanaf 8 juni 1630) werd begonnen met de wederopbouw. Vlak voor de wederopbouw schonk Zbyněk Novohradský van Kolovrat het volledig afgebrande en verlaten dorp Újezd aan Adam van Sobětice, die het veiligstelde voor zijn kinderen.
Aan de rand van het dorp was een galgenheuvel waar minstens 15 ter dood veroordeelden aan hun einde kwamen. De galg werd in 1915, tijdens de Eerste Wereldoorlog, ontmanteld.
Sinds 1960 is Pletený Újezd een zelfstandige gemeente binnen het district Kladno.

## Vlag en wapen
In 2011 kreeg de gemeente de huidige vlag en het wapen, met goedkeuring van het Ministerie van Binnenlandse Zaken van Tsjechië. Op het wapen is een hek te zien, wat verband houdt met de oorspronkelijke naam van het dorp (zie kopje ‘Etymologie’).

## Verkeer en vervoer

### Autowegen
Er leiden regionale wegen naar het dorp, waaronder weg II/118 Beroun - Kladno. In de buurt van het dorp ligt tevens snelweg D6.

### Spoorlijnen
Er is geen station in het dorp, al doorkruist spoorlijn 120 Praag - Kladno - Rakovník het dorp. In het kader van de modernisering van de lijn en de aanleg van de hogesnelheidslijn Kladno - Praag zijn er echter plannen voor een station in Pletený Újezd. Het huidige dichtstbijzijnde station is Kladno, op 3 km afstand van het dorp (eveneens aan spoorlijn 120). Ook takt daar spoorlijn 093 naar Kralupy nad Vltavou af.

### Buslijnen
In Pletený Újezd zijn twee bushaltes: Pletený Újezd en Pletený Újezd, Křižovatka. Beide worden bediend door lijn 630 Kladno - Beroun van  ČSAD MHD Kladno.

## Bezienswaardigheden
- Huis nummer 5;
- Sint-Wenceslauskapel op het dorpsplein.

## Galerĳ

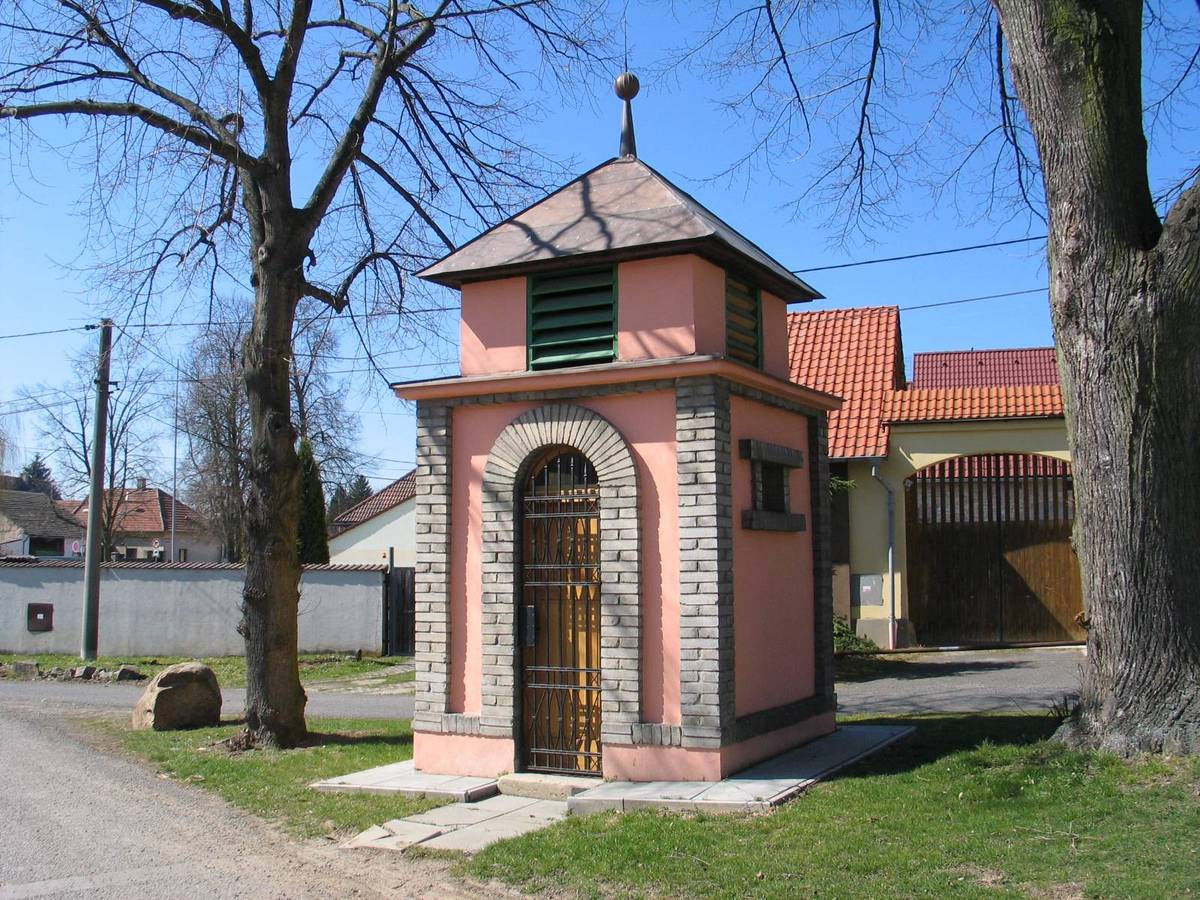
Sint-Wenceslauskapel op het dorpsplein
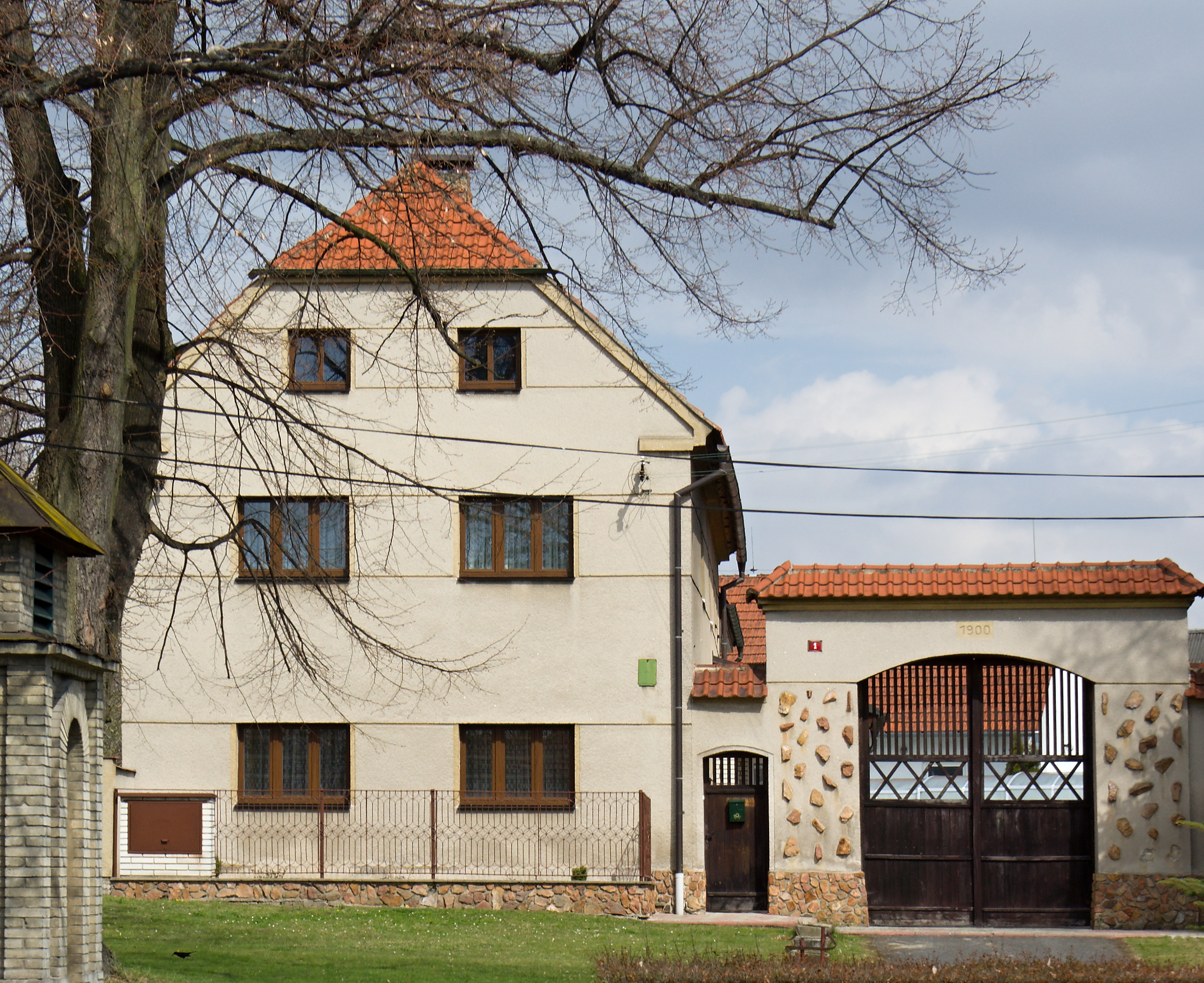
Monumentale boerderij (1)
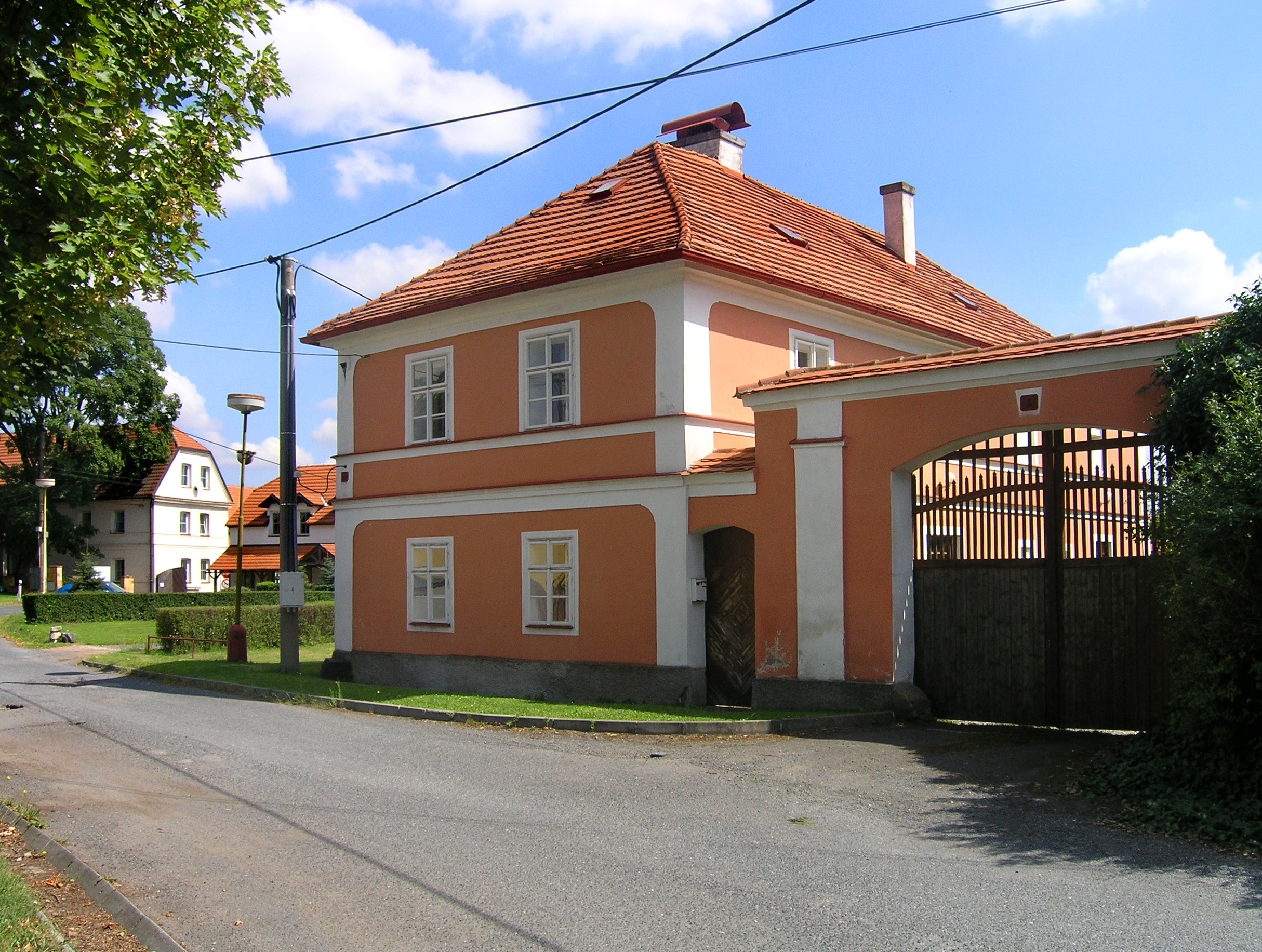
Monumentale boerderij (2)
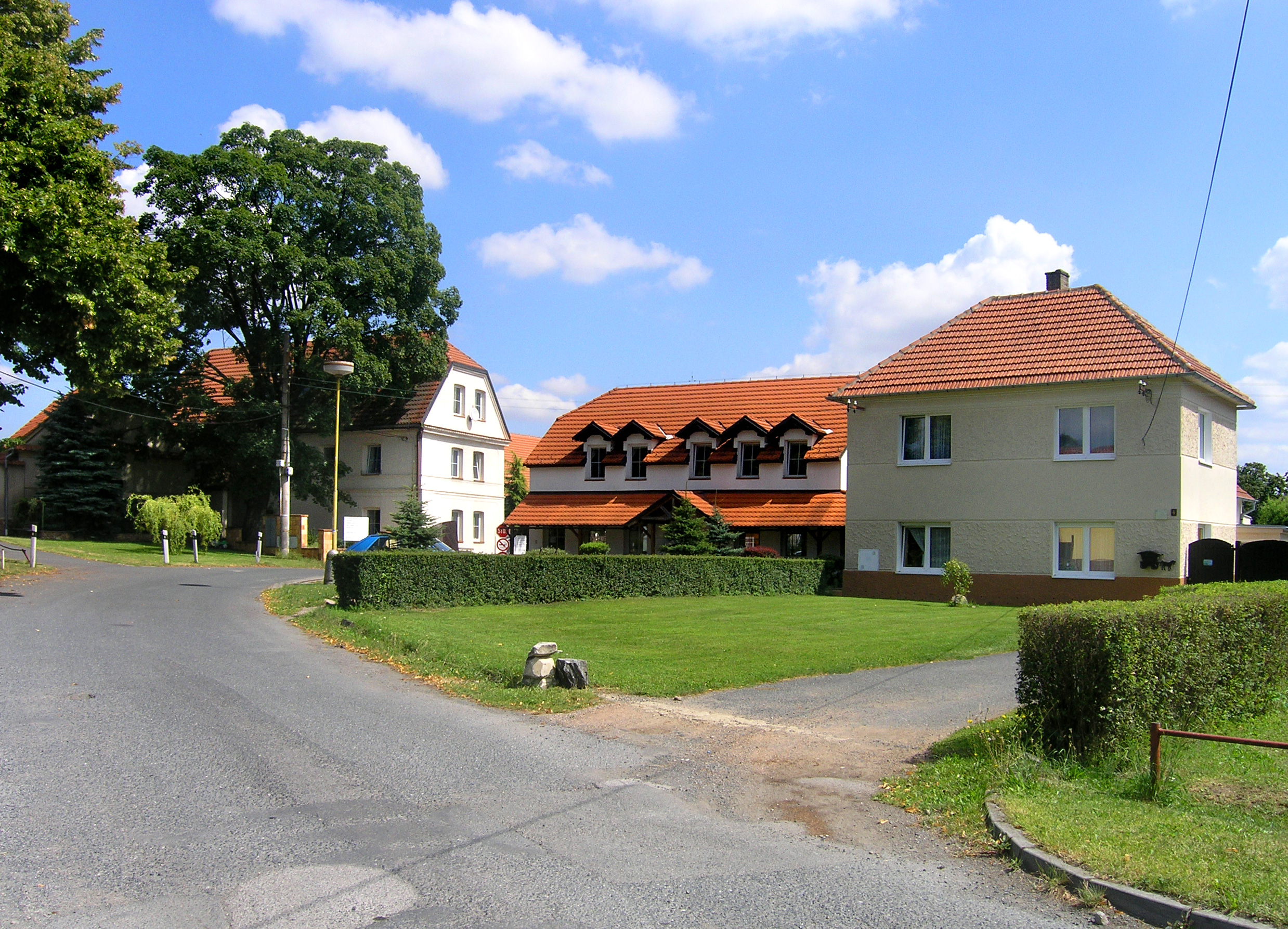
Družstevnístraat
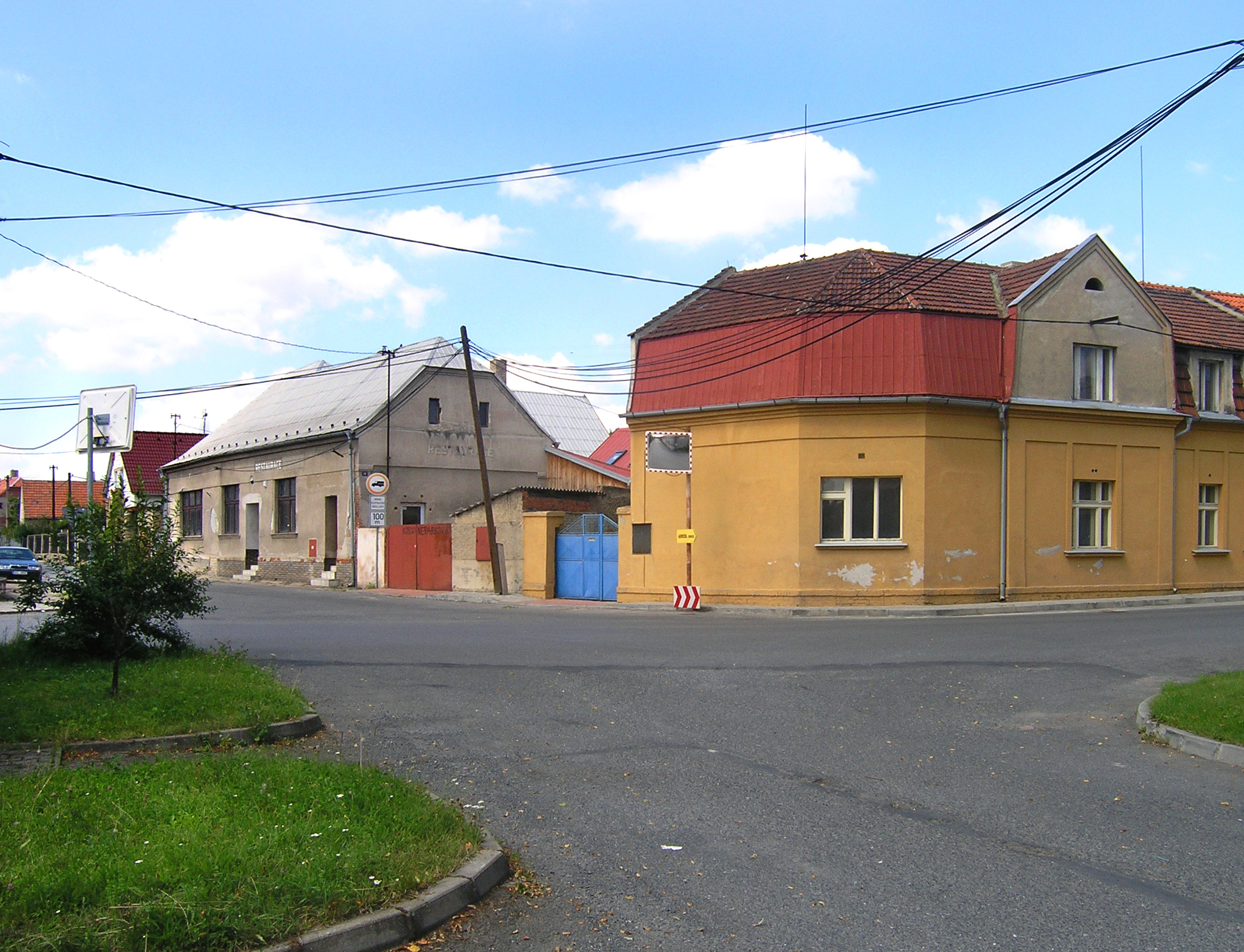
Kladenskástraat
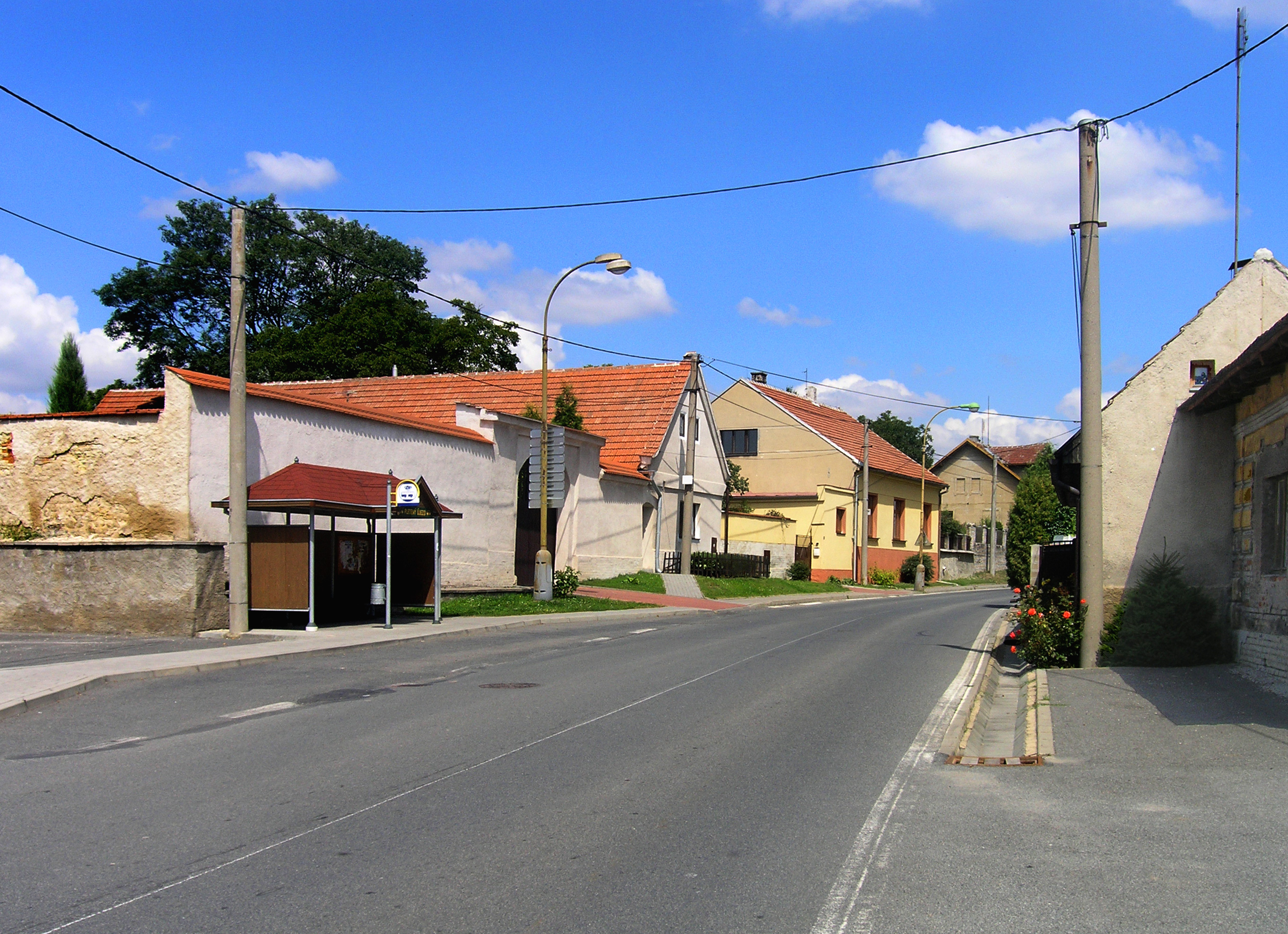
Bushalte in de Kladenskástraat
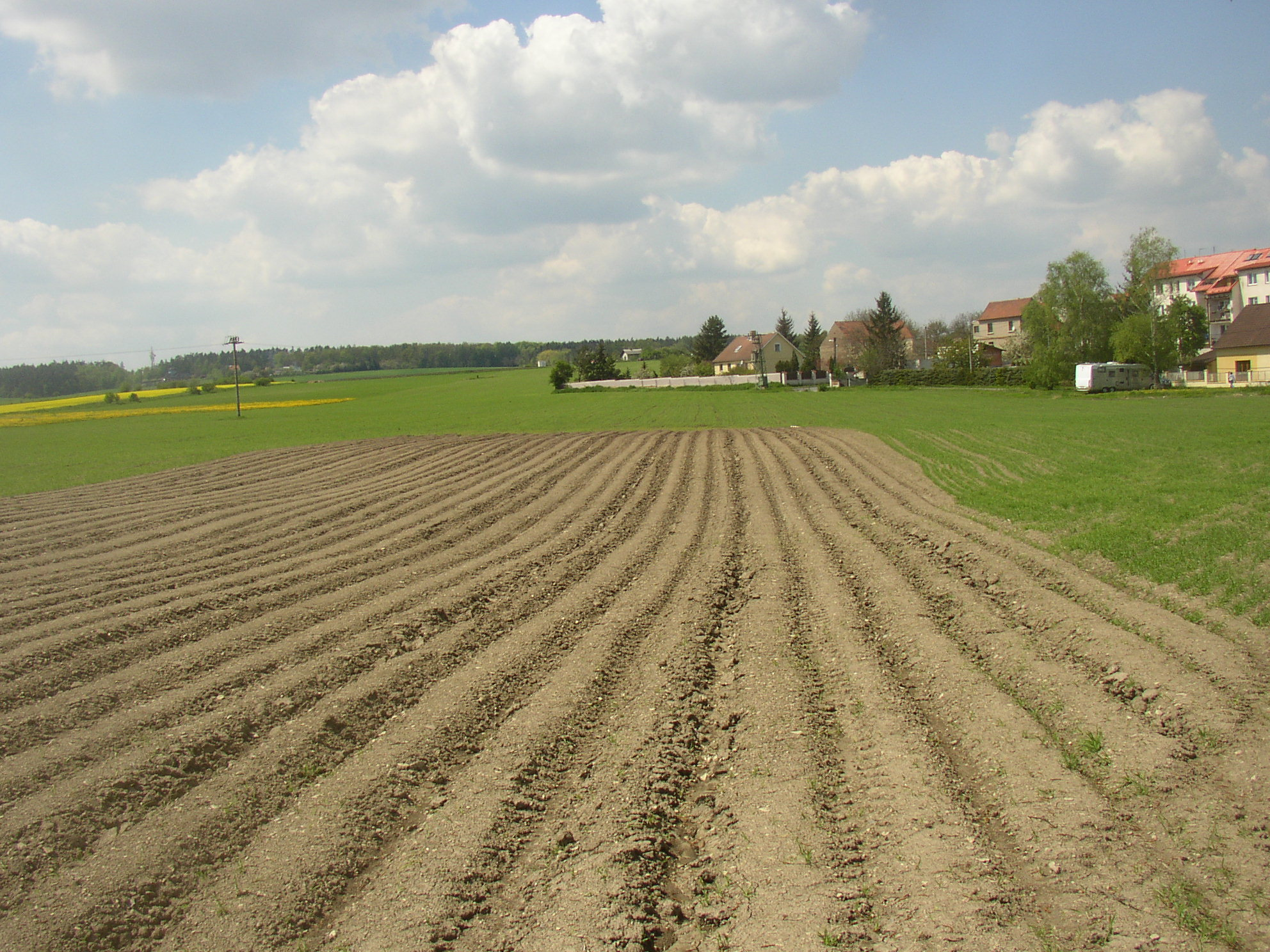
Landbouw aan de rand van het dorp